# Erinnerungskreuz 1912/13

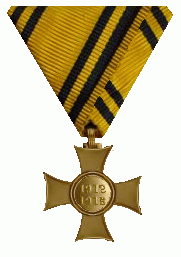
Erinnerungskreuz 1912/13

Das Erinnerungskreuz 1912/13 wurde am 9. Juli 1913 durch Kaiser Franz Joseph I. von Österreich-Ungarn gestiftet und konnte an alle Militärpersonen verliehen werden, die mindestens vier Wochen Dienst bei einer mobilisierten Einheit aus Anlass der Balkankrise Ende September 1912 taten.
Die Auszeichnung ist ein bronzenes Tatzenkreuz, dessen Kreuzenden leicht nach innen gebogen sind. Im Medaillon stehen zweizeilig die Jahreszahlen 1912 1913. Die Rückseite des Kreuzes ist glatt.
Getragen wurde die Auszeichnung an einem gelben Dreiecksband mit vier schwarzen Seitenstreifen auf der linken Brust.